# Iresioides flavovittata
Iresioides flavovittata là một loài bọ cánh cứng trong họ Cerambycidae.